# Kwacha malawijska
Kwacha malawijska – jednostka monetarna Malawi od 1971. 1 kwacha = 100 tambala.
8 maja 2012 Malawijski Bank Rezerw zdecydował o dewaluacji o 34% i zniesieniu powiązania z dolarem amerykańskim.

## Galeria

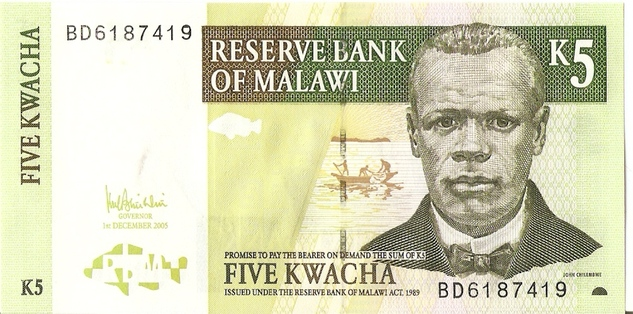
5 Kwacha z 2005 awers
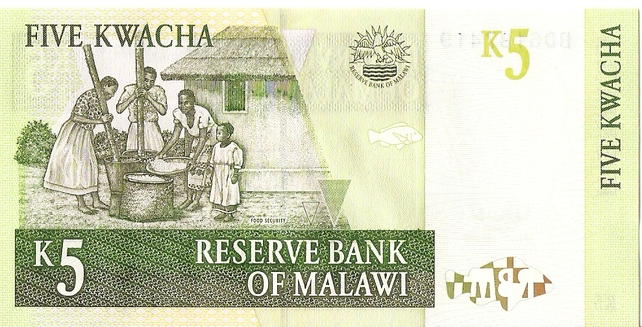
5 Kwacha z 2005 rewers